# 小野寺一歩
小野寺 一歩（おのでら いっぽ、1月14日 - ）は、日本の男性ナレーター、パフォーマー、歌手。アトゥプロダクションに所属。新潟県村上市出身。

## 略歴
- 1998年8月、ChuChuChuFamilyに参加。
- 1999年、「コムロ式」（日本テレビ）のオーディションにより番組レギュラーおよびTM NETWORKオフィシャルサポーターに。
- 2000年1月、番組発のユニット566としてデビュー。
- 2006年3月、ChuChuChuFamily解散。
- 2007年9月、初ナレーション。（TBSイブニング5、スポーツ、生ナレーション）
- 2011年3月、アトゥプロダクションに所属。

## ナレーション

### 担当番組
- EIGHT-JAM ← 関ジャム 完全燃SHOW（テレビ朝日）
- 真相報道 バンキシャ!（日本テレビ）
- 呼び出し先生タナカ（フジテレビ）
- 玉置浩二ショー（NHK BSP）
- 実話怪談倶楽部（フジテレビONE/TWO/NEXT）
- 出没!アド街ック天国　(テレビ東京)
- THEオファー　(TBS)

### 以前の担当 及び 単発担当

#### NHK
- ワタシだけの革命史 菅田将暉（NHK）
- 趣味どきっ 開運！神秘のちから 縁起物（Eテレ）
- BS時代劇 おいち不思議がたり（NHK BS）
- NHK MUSIC SPECIAL  REBECCA ～40年の軌跡と今～（NHK）
- Nコン2022（Eテレ）
- 総合診療医ドクターG 〔ナレーションと再現ドラマ内の医師役〕（NHK）
- Eダンスアカデミー（Eテレ）
- 沼にハマってきいてみた（Eテレ）
- 夜光音楽 ボカロP 5min.（NHK）
- ジンセイQUEST～日村の大冒険～（NHK）
- 内村五輪宣言！〜TOKYO２０２０開幕２年前スペシャル〜（NHK）
- 明日開幕！ピョンチャン五輪 メダルの瞬間は見逃さないSP（NHK）
- 内村五輪宣言！〜TOKYO２０２０開幕１０００日前スペシャル〜（NHK）
- 突撃!アッとホーム（NHK）
- 開業!北陸新幹線〜つながる 変わる 動き出す〜（NHK）
- ちょこっとサイエンス（NHK）
- ラウンドちゅうごく〜あなたの大切なモノって何ですか？（NHK広島）
- スクールライブショー（Eテレ）
- スクールLive Show for TEENS（Eテレ）
- ウワサの保護者会（Eテレ）
- エデュカチオ!（Eテレ）

#### 日本テレビ
- あの頃からわたしたちは（日本テレビ）
- BiSH THE NEXT（日本テレビ）
- アスリートの輝石（BS日テレ）
- Culture Journal（日本テレビ）
- LIFE TRACK！ヒトと車と音楽と（BS日テレ）
- 帰省代行！ザキヤマが行く〜!!（BS日テレ）
- 映画公開記念‼︎今日から俺は‼︎スペシャル（日本テレビ）
- バカリズムの大人のたしなみズム2（BS日テレ）
- グラチャンバレー（日本テレビ）
- サッカークラブワールドカップ（日本テレビ）
- 異例人生〜気になるアノ人生の末路〜（日本テレビ）
- ZIP！「GET GOAL! RUSSIA」（日本テレビ）
- NEWS ZERO［特集］（日本テレビ）
- NEWS ZERO特別版「櫻井翔　世界を、取材する」（日本テレビ）
- NEWS ZERO特別版「太平洋の奇跡」（日本テレビ）
- NEWS ZERO特別版「氷室京介密着250日」（日本テレビ）
- NEWS ZERO特別版「氷室京介復興支援ライブ」（日本テレビ）
- MUSIC DAY LIVE×ZERO （日本テレビ）
- news every.［特集］（日本テレビ）
- 絵に描いたようなアレ（日本テレビ）
- ニノさん「ニノさんの何でも聞いちゃって」（日本テレビ）
- お悩み相談バラエティー「オレたちでいいの?」（日本テレビ）
- 日本女子プロゴルフ特番　世界女王を目指して開幕!（BS日テレ）
- 知っていますか?統合失調症〜正しい理解と回復への道〜（BS日テレ）

#### テレビ朝日
- 有吉クイズ（テレビ朝日）
- オズモグランキング（テレビ朝日・ABEMA）
- 謎解き！伝説のミステリー（テレビ朝日）
- チョコプラカウント（テレビ朝日・ABEMA）
- ハラ×チョコ バカしあいTV（テレビ朝日）
- 伯山カレンの反省だ!! ← 松之丞カレンの反省だ!（テレビ朝日）
- 333 トリオさん（テレビ朝日）
- チェンジ3（テレビ朝日）
- マッドマックスTV （テレビ朝日 ABEMA）
- かまいたちのぶっつけ本番グランプリ（テレビ朝日）
- 有吉クイズ ゴールデンSP（テレビ朝日）
- ハライチ×マッチング （テレビ朝日）
- 衝撃ギャップバラエティ　こんな入口→まさかの出口（テレビ朝日）
- ロンドンハーツ［狩野ジャム］（テレビ朝日）
- ミュージックステーション ウルトラSUPERLIVE（テレビ朝日）
- FutureTracks→R（テレビ朝日）
- これぞ!ニッポン流!（テレビ朝日）
- ショナイの話（テレビ朝日）
- GO!オスカル!X21（テレビ朝日）
- 出川のWHY？（テレビ朝日）
- そうだったのか!池上彰の学べるニュース 年末総決算スペシャル（テレビ朝日）
- ジュニアとロンブー淳 ラブ婚vsダメ婚SP（テレビ朝日 ABC）
- 結婚できない司会者と嫁いる芸人たち（テレビ朝日 ABC）

#### TBS
- 世界ふしぎ発見（TBS）
- ドッキリ・ザ・ワールド（TBS）
- さまぁ〜ずのヤリタ☆ガ〜リ〜（TBS）
- ざっくりマンデー（TBS）
- サカスさん（TBS）
- 終戦スペシャル「学徒出陣〜大学生はなぜ死んだ？」あの戦争を忘れない… （TBS）
- イブニング5［スポーツ生ナレ］（TBS）
- 天使たちの真実〜元従軍看護婦の証言〜（BS-i）

#### テレビ東京
- 有吉木曜バラエティ ← 有吉の世界同時中継（テレビ東京）
- 全力取材！JRのウラ側〜新幹線から司令室まで激レア㊙︎映像大公開SP〜（テレビ東京）
- 密着！ＪＲ24時  山手線から新幹線まで激レア㊙︎映像大公開ＳＰ（テレビ東京）
- どうぶつピース!!［空港検疫探知犬・幻の動物など］（テレビ東京）
- 感動！興奮！衝撃！YOUが選ぶスゴイ五輪名場面ランキング（テレビ東京）
- 0.1％の奇跡！逆転無罪 ミステリー（テレビ東京）
- 卓球ジャパン!（BSテレ東）
- ジャパニーズinプリズン（テレビ東京）
- 世界ソフトボール２０１８（テレビ東京）
- リオ五輪（テレビ東京）
- 今夜開幕全仏テニス!超カウントダウンSP（テレビ東京）
- バンクーバー五輪（テレビ東京）
- 柔道嘉納杯（テレビ東京）

#### フジテレビ
- ここにタイトルを入力（フジテレビ）
- ガチャガチャの言う通り!!～丸投げナインティナイン～（フジテレビ）
- アリガト！JAPAN 助けてくれた日本人を捜しています（フジテレビ）
- 昔住んでた家は今！？歴代ハウス（フジテレビ）
- Mr.サンデー（フジテレビ）
- 池上彰緊急スペシャル［生ナレ］（フジテレビ）
- 東京大賞典（フジテレビ・BSフジ）

#### 独立局など
- V.I.P -ユニコーン-（スペースシャワーTV）
- 凱旋門賞中継（グリーンチャンネル）
- 矢沢永吉 STAY ROCK NIGHT presented by サントリー　ザ・プレミアム・モルツ（ABEMA）
- 東方神起 GOLD MISSION

### CM
- docomoの学割×ワンダイレクション
- ブリヂストン BLIZZAK REVO GZ
- ABC−MART
- ドミノピザ
- 講談社 監獄学園